# 道连·绍耶捷耶夫
道连·绍耶捷耶夫（1987年12月22日—）是一名哈萨克斯坦举重运动员。2010年，在广州亚运会中以310千克夺得男子77公斤级举重季军。